# Gorišnica
 Gorišnica est une commune de Slovénie, dans la région de la Basse-Styrie, à la frontière avec la Croatie.

## Géographie

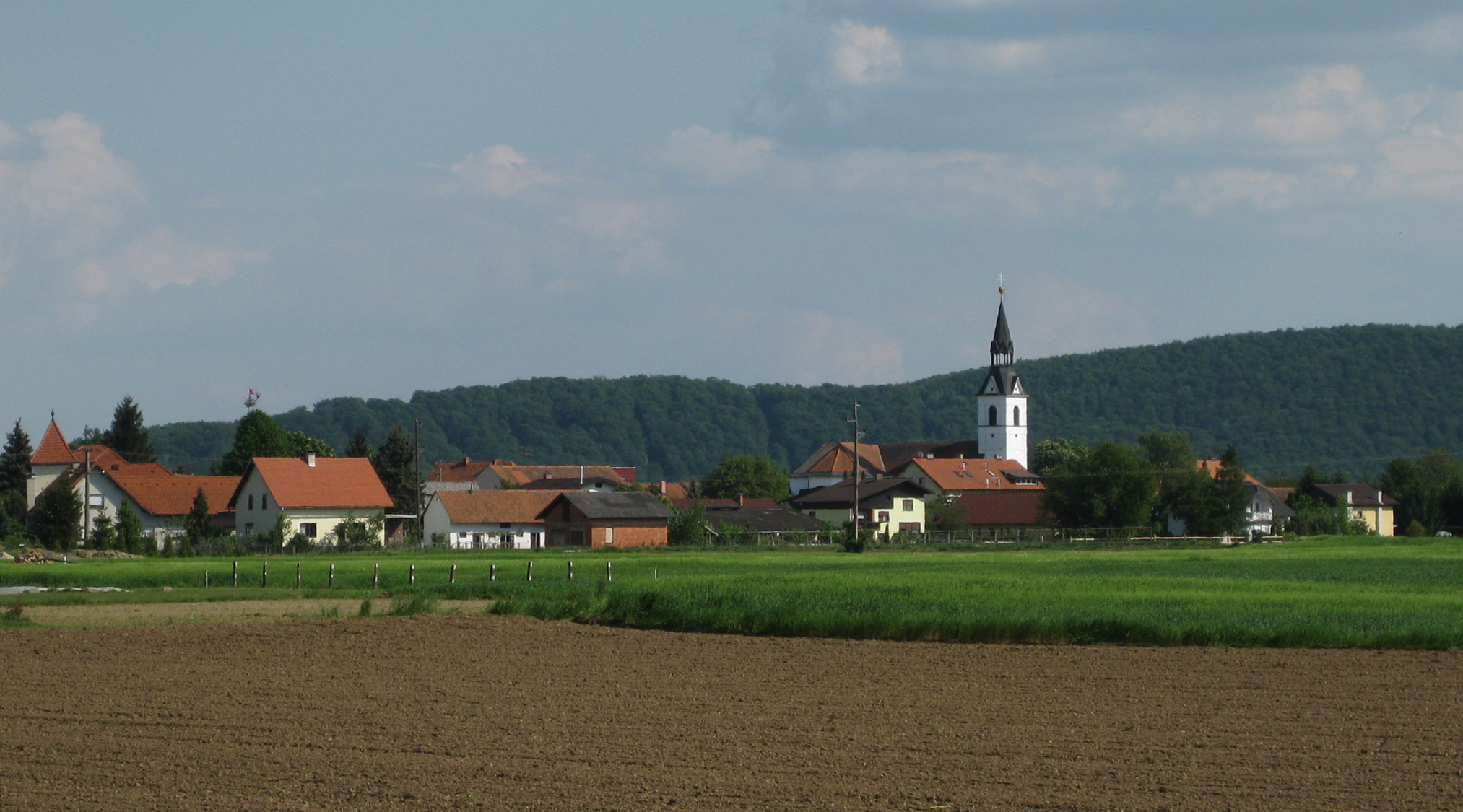
Le village de Gorišnica

La commune s'étend sur les deux rives de la Drava dans ce qu'on appelle la « plaine de Ptuj » (Ptujsko polje), à l'est de Ptuj, sa partie sud atteignant la partie orientale des Haloze, à la frontière avec la Croatie.
Le village de Gorišnica, anciennement Sveta Marjeta niže Ptuja (« Sainte-Marguerite-sous-Ptuj »), se trouve lui-même sur la rive gauche, à 11 km à l'est de Ptuj, sur la route nationale Ptuj-Ormož, au bord du canal d'alimentation de la centrale hydroélectrique de Formin, à 3,8 km de l'endroit où la Drava commence à marquer la frontière de la Slovénie avec la Croatie.

La paroisse sainte-Marguerite (Sveta Marjeta) dépend de l'archevêché de Maribor ; elle est mentionnée pour la première fois dans un document de 1391, l'église actuelle datant du début du XIXe siècle.
Les autres villages de la commune sont :
Cunkovci, Formin (321 hab.), Gajevci, Mala vas, Moškanjci, Muretinci, Placerovci, Tibolci, Zagojiči et Zamušani.

## Démographie
Le village de Gorišnica héberge 738 habitants 

En 2007, une modification territoriale a fait passer la population de la Commune d’environ 6 000 à quelque 4 000 habitants. Cette population est ensuite restée relativement stable sur la période 2007 - 2021,.
| 1999  | 2000  | 2001  | 2002  | 2003  | 2004  | 2005  | 2006  | 2007  |
| ----- | ----- | ----- | ----- | ----- | ----- | ----- | ----- | ----- |
| 5 980 | 5 998 | 6 064 | 6 137 | 6 142 | 6 197 | 6 183 | 6 196 | 3 918 |
| 2008  | 2009  | 2010  | 2011  | 2012  | 2013  | 2014  | 2015  | 2016  |
| 3 937 | 3 961 | 3 991 | 4 036 | 4 044 | 4 035 | 4 002 | 3 980 | 3 978 |
| 2017  | 2018  | 2019  | 2020  | 2021  |       |       |       |       |
| 3 968 | 4 025 | 4 069 | 4 112 | 4 161 |       |       |       |       |

## Dominkova domačija

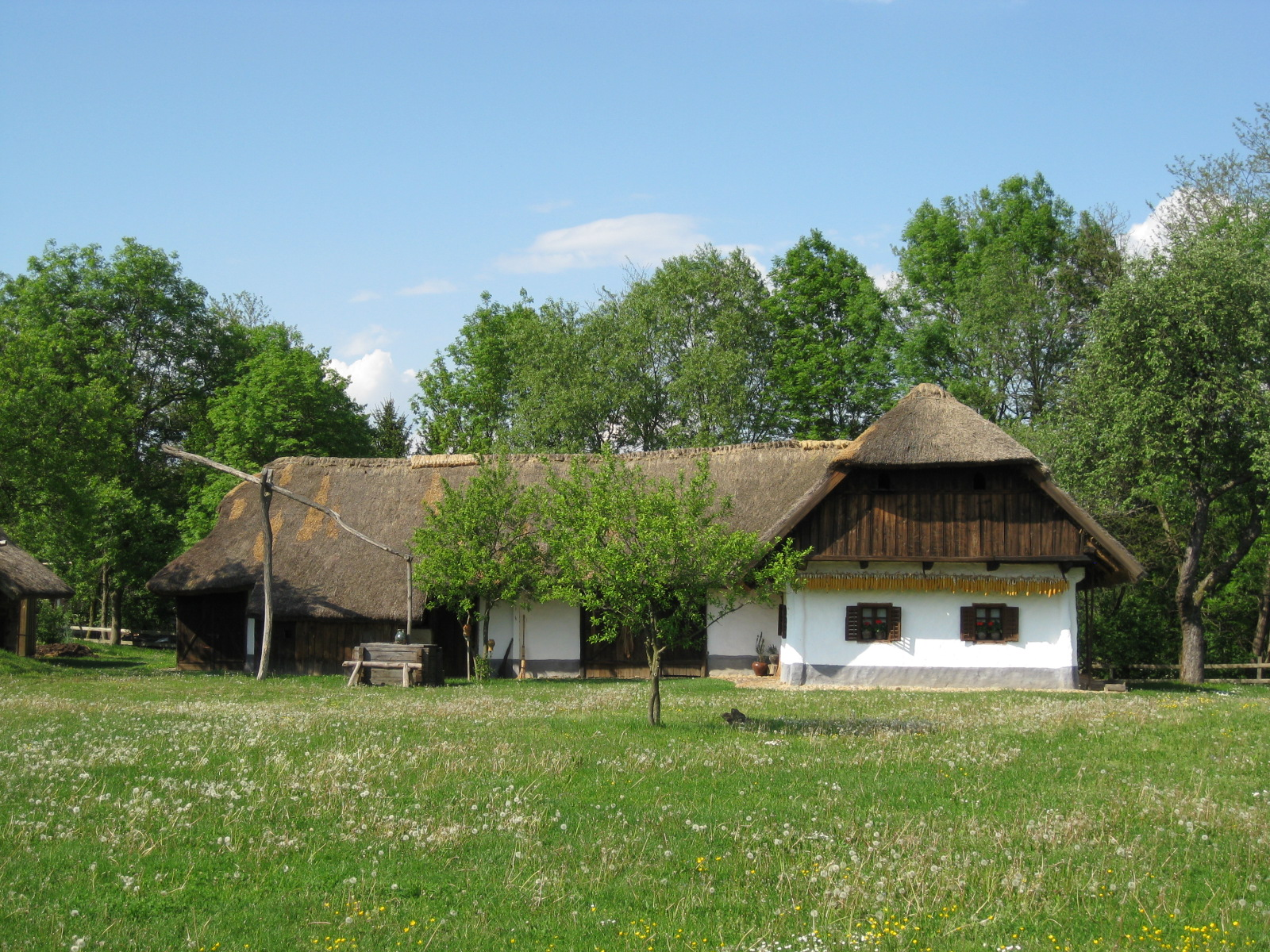
Dominkova Domacija à Gorišnica

C'est à l'entrée ouest du village de Gorišnica, à 300 m du centre et à 50 m au nord de la route nationale, que l'on trouve Dominkova domačija (la « maison Dominko »), la plus ancienne maison d'habitation de Slovénie. 

Elle a été construite vers 1700 dans le style « pannonien », suivant un plan « en L », avec un toit en chaume de seigle.
Sa dernière occupante avait pendant 40 ans été Katarina Nemec, morte en 1990 à l'âge de 96 ans, qui y cultivait des plantes médicinales et que les habitants du lieu appelaient Dominkova Kata.
Comme la maison, abandonnée, se dégradait rapidement, le ministère de la Culture, avec l'aide de la municipalité, l'a rachetée en 1997 et restaurée sous la direction de l'Institut pour la protection du patrimoine naturel et culturel de Maribor, sous la direction de l'ethnologue Jelka Skalicky.

La maison est entièrement construite en bois, y compris la cheminée, laquelle n'a jamais pris feu ; les murs sont ensuite recouverts d'argile sur les deux faces et passés à la chaux : ce qu'on appelle sur place une cimprača, ou hiša cimprana (hiša veut dire « maison »).

Elle possède une nouvelle porcherie, deux séchoirs à maïs – l'un en bois, l'autre en osier – trois ruches à toit de chaume et un puits profond de sept mètres.